# 11136 Shirleymarinus
11136 Shirleymarinus este un asteroid din centura principală de asteroizi.

## Descriere
11136 Shirleymarinus este un asteroid din centura principală de asteroizi. A fost descoperit pe 8 decembrie 1996 la Kitt Peak National Observatory în cadrul proiectului Spacewatch. Asteroidul prezintă o orbită caracterizată de o semiaxă mare de 2,37 ua, o excentricitate de 0,15 și o înclinație de 7,5° în raport cu ecliptica.